# Referèndum sobre l'adhesió d'Eslovàquia a la Unió Europea
Els dies 16 i 17 de maig de 2003 es va celebrar a Eslovàquia un referèndum sobre l'adhesió a la Unió Europea. Va ser aprovat pel 93,7% dels votants, i Eslovàquia va entrar a la UE l'1 de maig de 2004.
Continua sent l'únic referèndum de la història del país que no ha fracassat per falta de participació.